# دانشکده مهندسی صنایع دانشگاه صنعتی شریف
دانشکده مهندسی صنایع دانشگاه صنعتی شریف در بخش شمالی دانشگاه، در کنار دانشکده علوم ریاضی، در ساختمان ابوریحان قرار دارد. دوره چهارساله کارشناسی مهندسی صنایع و دوره‌های کارشناسی ارشد مهندسی صنایع تحت عناوین بهینه‌سازی سیستم‌ها، سیستم‌های کلان و مدیریت مهندسی و همچنین دوره دکترای مهندسی صنایع در این دانشکده برگزار می‌شود. دانشکده مهندس صنایع با حضور ۳۰ نفر از استادان برجسته با درجات علمی مختلف در حوزه مهندسی صنایع، سالیانه در حدود ۴۰۰ دانشجو در مقطع تحصیلی کارشناسی، حدود ۱۳۰ دانشجو در مقطع تحصیلی کارشناسی ارشد و حدود ۳۵ دانشجو در مقطع تحصیلی دکترا را تحت آموزش قرار می‌دهد.

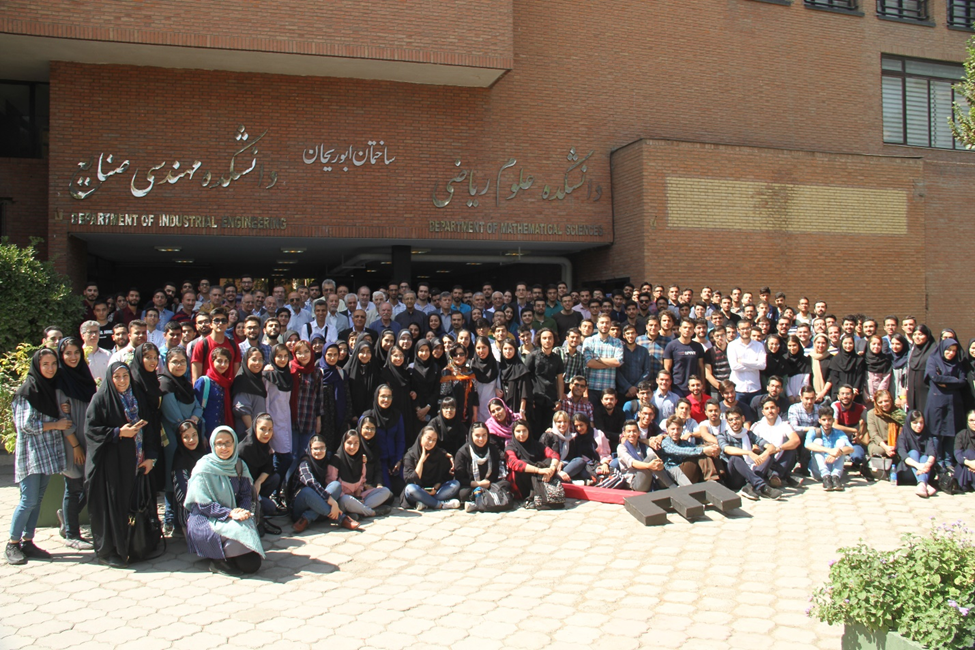
جشن پنجاه سالگی و آغاز نیم قرن دوم فعالیت دانشکده مهندسی صنایع با حضور عادل فردوسی پور

## تاریخچه
مهندسی صنایع حرفه‌ای است که اثربخشی، کارایی، تطبیق‌پذیری، پاسخ گویی، کیفیت و بهبود مستمر کالاها و خدمات و سودآوری را مدنظر قرار می‌دهد. در این راستا مهندسی صنایع با به‌کارگیری تخصص‌هایی مانند تحقیق در عملیات، مهندسی سیستم‌ها، مهندسی ساخت، مهندسی تولید، مهندسی زنجیره تأمین، علم مدیریت، مهندسی مدیریت، مهندسی مالی، ارگونومی، مهندسی منابع انسانی و مهندسی ایمنی به بهبود فرایندها و ساختارها کمک می‌کند.
دانشگاه صنعتی شریف در سال ۱۳۴۴ تأسیس شد و دانشکده مهندسی صنایع در سال ۱۳۴۷ در این دانشگاه به عنوان اولین دانشکده مهندسی صنایع در ایران شروع به کار کرد. آمار فارغ التحصیلان دانشکده مهندسی صنایع تا کنون به بیش از ۳۰۰۰ دانشجو در مقطع کارشناسی، بیش از ۱۲۰۰ دانشجو در مقطع کارشناسی ارشد و ۷۲ دانشجو در مقطع دکتری می‌رسد. برنامه‌های درسی و واحدهای مختلف دروس این دانشکده با توجه به برنامه‌های درسی رشته مهندسی صنایع دانشگاه‌های معتبر دنیا و نیاز علمی و تخصصی کشور تدوین شده‌است. کادر هیئت علمی مورد نیاز این دانشکده از بین استادان فارغ‌التحصیل از دانشگاه‌های معتبر آمریکا، کانادا، انگلیس، آلمان، فرانسه و ایران انتخاب شده‌اند.
در سال ۱۳۵۱ اولین گروه دانشجویان مهندسی صنایع فارغ‌التحصیل شدند که به سرعت جذب صنایع کشور شدند و تعدادی نیز برای ادامه تحصیل به خارج از کشور رفتند. عده‌ای از فارغ التحصیلان برجسته این دانشکده پس از تکمیل تحصیلات عالی خود در خارج از کشور، برای خدمت به کشور بازگشته و برخی از آنان هم‌اکنون به عنوان اعضای هیئت علمی در دانشگاه‌های داخل و خارج از ایران مشغول به کار هستند.
خوشبختانه در سال‌های اخیر تقاضا برای جذب مهندسین صنایع افزایش یافته و مسیرهای شغلی مناسبی در جهت سطوح بالای سازمان‌ها برای مهندسین صنایع فراهم شده‌است. مهندسی صنایع هم‌اکنون جزء پنج رشته نخست الویت‌های داوطلبان رشته فنی مهندسی قرار دارد. در حال حاضر فارغ التحصیلان دانشکده مهندسی صنایع در سطوح بالای مدیریت کشور نیز مشغول به خدمت هستند و کسانی که به خارج از کشور رفته‌اند در دانشگاه‌های معتبر دنیا به تدریس و تحقیق اشتغال دارند و بسیاری نیز در شرکت‌های معتبر آمریکا و کشورهای اروپایی مشاغل مهمی را در اختیار دارند.

اعضای هیئت علمی و کارکنان دانشکده مهندسی صنایع - سال ۱۴۰۰

## محورهای آموزشی و پژوهشی دانشکده مهندسی صنایع
دانشکده مهندسی صنایع شریف می‌کوشد که بر روی مسایل مهم صنعت و علم روز این رشته تمرکز کند. در این راستا محورهای پژوهشی و آموزشی در حوزه‌های زیر گسترش داده شده‌اند:
- تحقیق در عملیات و روش‌های بهینه‌سازی
- انتخاب و طراحی فرایندها و روش‌های ساخت
- مدیریت زنجیره عرضه و لجستیک
- بررسی پویایی سیستم‌ها
- طراحی و ایجاد سیستم‌های اطلاعات مدیریت
- برنامه‌ریزی اقتصادی، مدیریت مالی، و اقتصادسنجی
- آمار مهندسی، داده کاوی، یادگیری آماری، شبیه‌سازی و فرایندهای تصادفی
- برنامه‌ریزی و کنترل تولید، پروژه و مدیریت کیفیت

## افراد برجسته دانشکده
- سید تقی اخوان نیاکی؛ تئوری احتمالات کاربردی، شبیه‌سازی سیستم‌های گسسته پیشامد، کنترل کیفیت چند متغیره، آمار کاربردی.
- عبدالحمید اشراق نیای جهرمی؛ مطالعه حرکت، اندازه‌گیری کار و زمان، پایایی سیستم‌ها، بهره‌وری سیستم‌ها.
- محمدرضا اکبری جوکار؛ مدیریت لجستیک و زنجیره تأمین – جایابی و چیدمان تسهیلات.
- محمد هادی چمران؛ طراحی سیستم‌های حقوق و دستمزد، سیستم‌های تشویقی و پاداش، مدیریت عمومی، ساختار سازمانی، اقتصاد خرد و کلان، مدیریت منابع انسانی.
- مسلم حبیبی؛ تحول دیجیتال، فناوری اطلاعات، مهندسی سیستم‌های نرم‌افزاری، چابکی کسب‌وکاری.
- رسول حجی؛ کنترل تولید، تئوری صف، فرایندهای تصادفی، کنترل موجودی پیشرفته.
- علیرضا حجی؛ کنترل تولید و موجودی، مدیریت پروژه، فرایندهای تصادفی، طراحی سیستم‌های عملیاتی و مکانیزه، سیستم‌های صف و بررسی فنی و اقتصادی طرح‌ها.
- سید موسی خالصی زاده؛ سیستم‌های اطلاعات مدیریت.
- شکرانه خشخاشی مقدم؛ سیستم‌های ساخت و تولید، برنامه‌ریزی و توسعه محصول، روش‌های تولید، تولید ناب، شبیه‌سازی سیستم‌های تولیدی، مسیریابی و برنامه‌ریزی حرکت در سیستم‌های ساخت و تولید.
- عرفان حسن نایبی؛ برنامه‌ریزی حمل و نقل، مدیریت اختلال، شبیه‌سازی کامپیوتری، بهینه‌سازی مبتنی بر شبیه‌سازی، الگوریتم‌های فراابتکاری.
- مجید خدمتی؛ آمار مهندسی، کنترل کیفیت آماری، کنترل فرایند آماری، شبیه‌سازی گسسته پیشامد، تحلیل سری‌های زمانی، داده کاوی.
- مجید رفیعی؛ برنامه‌ریزی تصادفی، کنترل کیفیت، بهینه‌سازی در سیستم‌های سلامت، مدیریت کیفیت.
- شهرام شادرخ؛ مدیریت پروژه، زمان‌بندی پروژه، تحقیق در عملیات کاربردی.
- حسن شوندی؛ سیستم‌های اطلاعاتی مدیریت، تئوری فازی، تحقیق در عملیات کاربردی، مدل‌های کمی و تصمیم‌گیری در بازاریابی، مدل‌های قیمت‌گذاری و مدیریت درآمد.
- نفیسه صدقی؛ قیمت‌گذاری و مدیریت درآمد، مدل‌سازی داده محور، یادگیری آماری، بهینه‌سازی
- محمدرضا صفائیه (مرحوم)
- علی عبداللهی فر؛ برنامه‌نویسی و برنامهسازی کامپیوتر.
- کورش عشقی؛ تئوری گراف، بهینه‌سازی ترکیبی، برنامه‌ریزی ریاضی.
- ژوبین غیور (مرحوم)
- فرهاد قاسمی طاری؛ استقرار و چیدمان تسهیلات، برنامه‌ریزی تولید، تئوری عملیات ساخت، مدیریت پروژه، برنامه‌ریزی ریاضی کاربردی، ایمنی سیستم‌ها.
- فریدون کیانفر؛ برنامه‌ریزی ریاضی، کنترل کیفیت، زمانبندی و توالی عملیات ساخت.
- فرهاد کیانفر؛ سیستم‌های پویا، تحلیل سیستم‌ها، برنامه‌ریزی ریاضی و برنامه‌ریزی اقتصادی.
- هاشم محلوجی؛ شبیه‌سازی سیستم‌های گسسته پیشامد، مونت کارلو، آمار کاربردی.
- محمد مدرس یزدی؛ تحقیق در عملیات.
- مصطفی مصطفوی؛ اقتصاد مهندسی وآنالیز هزینه‌ها، برنامه‌ریزی تعمیرات و نگهداری، برنامه‌ریزی آرمانی، برنامه‌ریزی عدد صحیح.
- عباس مظفر؛ اندازه‌گیری کار و مطالعه حرکت و زمان، اقتصاد مهندسی.
- مهدی نجفی؛ مدل‌سازی ریاضی، بهینه‌سازی در سیستم‌های سلامت، مدیریت زنجیره تأمین و لجستیک، مدیریت بحران، مدیریت فرایندهای کسب وکار.
- محسن ورمزیار؛ تئوری توالی عملیات، برنامه‌ریزی تولید، زمان‌بندی و مدیریت پروژه، مدل‌سازی احتمالی.
- محمود هوشمند؛ طراحی و تولید با کمک کامپیوتر، طراحی سیستم‌های تولید اتوماتیک، روش‌های تولید، شبیه‌سازی سیستم‌های تولیدی.

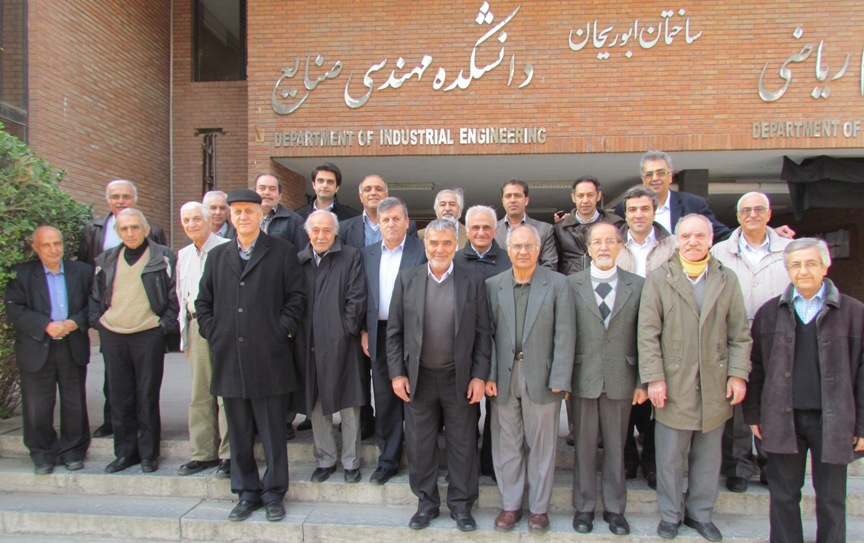
جمعی از اعضای هیئت علمی دانشکده مهندسی صنایع

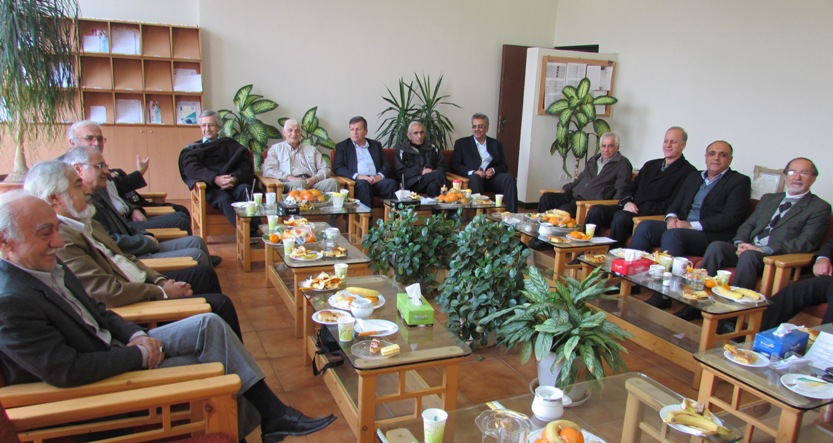
جمعی از اعضای هیئت علمی دانشکده مهندسی صنایع در اتاق استادان دانشکده

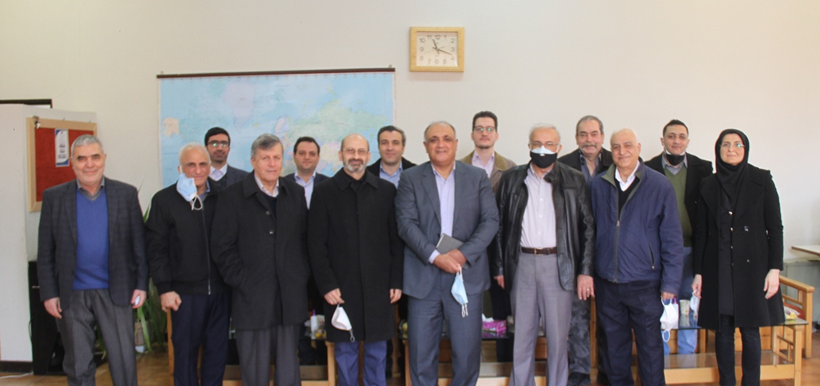
جمعی از اعضای هیئت علمی دانشکده مهندسی صنایع در کنار ریاست دانشگاه شریف - سال ۱۴۰۰

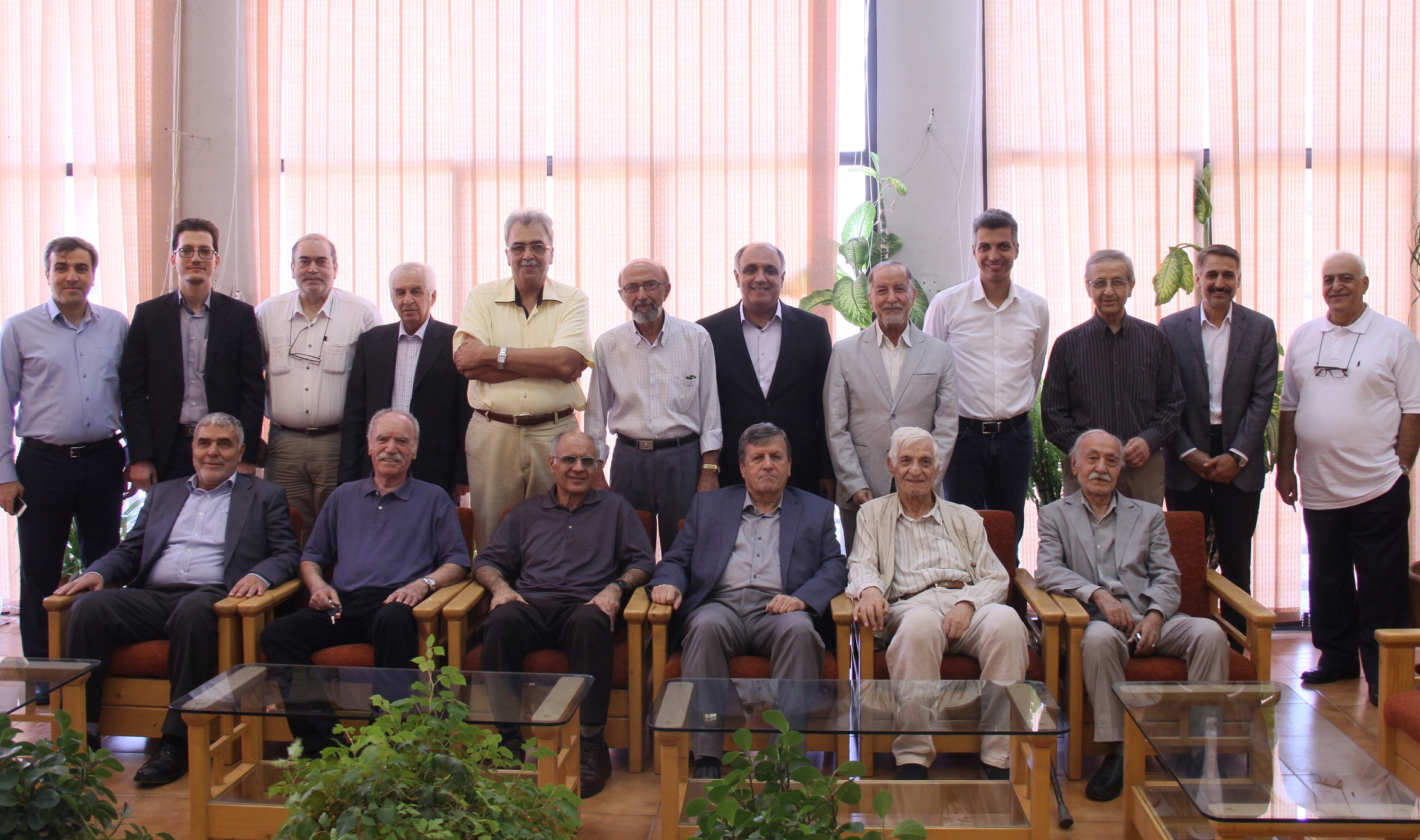
جمعی از اعضای هیئت علمی دانشکده مهندسی صنایع – سال ۱۳۹۸

## امکانات دانشکده
دانشکده مهندسی صنایع دانشگاه صنعتی شریف دارای امکانات زیر است:
- کتابخانه اختصاصی مهندسی صنایع و علوم ریاضی
- آزمایشگاه ارزیابی کار و زمان
- آزمایشگاه مهندسی فاکتورهای انسانی (ارگونومی)
- آزمایشگاه روش‌های تولید

### آزمایشگاه روش‌های تولید
آزمایشگاه روش‌های تولید با هدف آشنایی دانشجویان با روش‌های مختلف ساخت و تولید، در دانشکده مهندسی صنایع دانشگاه صنعتی شریف راه اندازی شد. در این آزمایشگاه دستگاه‌های مختلف ساخت و تولید قطعات شامل دستگاه‌های سنتی و مدرن جمع‌آوری شده‌است. ساخت قطعات مختلف با این دستگاه‌ها، سبب آشنایی با سیستم‌های تولید سنتی و مدرن و درک بهتر ویژگی‌های هر سیستم و مزایا و معایب آن می‌شود. این موضوع به دانشجویان کمک می‌کند برای ساخت قطعات مختلف، روش‌های تولید بهتری را پیشنهاد دهند. این موضوع به دانشجویان جهت طراحی بهینه خطوط تولید قطعات، کمک شایانی می‌کند.
امکانات و تجهیزات این آزمایشگاه به‌طور خلاصه شامل موارد زیر است:
- ماشین‌های براده برداری عمومی (تراشکاری، فرزکاری، برشکاری و غیره)
- ماشین‌های کنترل عددی CNC و نرم‌افزارهای آن‌ها
- روبات‌های صنعتی
- برش لیزری
- ساخت و تولید لایه‌ای (3D-Printing)
- سیستم‌های کنترل پنوماتیکی و هیدرولیکی
- سیستم‌های کنترل منطقی (PLC)
- تجهیزات آزمون‌های مکانیکی مواد شامل آزمون‌های سختی، پیچش و ضربه

بخشی از تجهیزات آزمایشگاه روش‌های تولید دانشکده مهندسی صنایع

- کوره عملیات حرارتی
- آزمایشگاه اینترنت اشیا (IOT)
- آزمایشگاه واقعیت مجازی (VR)
- سیستم‌های تولید ماژولار
- سیستم‌های تولید قابل انعطاف (FMS)

### آزمایشگاه مهندسی فاکتورهای انسانی (ارگونومی)
هدف از راه‌اندازی آزمایشگاه ارگونومی در دانشکده مهندسی صنایع دانشگاه صنعتی شریف، بررسی نظریه‌های ارگونومی است. با استفاده از امکانات این آزمایشگاه، نمونه‌های آماری شامل اطلاعاتی از معیارهای فیزیولوژیکی و فکری جمع‌آوری می‌شوند تا نظریه‌های مطرح در ارگونومی مورد سنجش قرار گیرند. در آزمایشگاه ارگونومی آزمایش‌های زیر انجام می‌شوند:
- آزمایش فراگیری
- آزمایش تخمین عمق
- آزمایش سنجش مهارت‌های حسی
- آزمایش هماهنگی دست‌ها
- آزمایش قدرت تشخیص نشانه‌ها با پا
- آزمایش توان اروبیک
- آزمایش آنتروپی
- آزمایش عکس‌العمل در مقابل سیگنال‌های مختلف
- آزمایش خطای بینایی، سنجش میزان خستگی چشم
- آزمایش بینایی سنجی
- آزمایش محرک‌های دیداری
- آزمایش توان حرکتی افراد

### آزمایشگاه ارزیابی کار و زمان
آزمایشگاه ارزیابی کار و زمان جهت آشنایی با روش‌های اندازه‌گیری کار و منحنی یادگیری در دانشکده مهندسی صنایع دانشگاه صنعتی شریف راه اندازی شده‌است. دانشجویان در این آزمایشگاه با نحوه مطالعه حرکت و زمان‌سنجی در کار آشنا می‌شوند تا بتوانند ایده‌هایی برای بهبود کار ارائه دهند. آزمایش‌های طراحی شده در آزمایشگاه کار و زمان به شرح زیر است:
- آشنایی با ابزارهای متداول در کارهای صنعتی و نحوه عملکرد آن‌ها
- طراحی میز کار
- بالانس خط مونتاژ
- مطالعه حرکت در کار
- نقش بکارگیری قید و بست در کارهای صنعتی
- انتخاب تجهیزات بهینه در بازرسی قطعات
- زمان‌سنجی پین و تخته مشبک از طریق کرنومتر
- آزمایش‌های تعیین ضریب عملکرد در زمان‌سنجی
- زمان‌سنجی جعبه تقسیم برق از طریق روش‌های MTM و MOST
- زمان‌سنجی به روش نمونه‌گیری از کار و آزمایش منحنی یادگیری

### واحد امور بین‌الملل
واحد امور بین‌الملل دانشکده مهندسی صنایع دانشگاه صنعتی شریف با هدف توسعه و آموزش مفاهیم و دستاوردهای جدید علمی از سالیان گذشته اقدام به برگزاری مجموعه سمینارهایی در حوزه‌های مختلف مهندسی صنایع کرده‌است. برگزاری مجموعه سمینارها در راستای بخشی از اهداف اصلی دانشکده جهت ارتقای آموزش همگانی و مسئولیت‌های اجتماعی این واحد تعریف شده‌است. بدین منظور این واحد هر ساله با دعوت از برترین محققین دانشگاه‌ها و موسسه‌های تحقیقاتی خارج از کشور، طیف وسیعی از موضوعات جدید مورد نیاز جامعه علمی و صنعتی کشور را مورد بررسی قرار می‌دهد.
با گسترش بیماری کرونا از بهمن ماه سال ۱۳۹۸ و با توجه به اهمیت حفظ سلامت کادر علمی، دانشجویان و همکاران اداری، دانشکده مهندسی صنایع به سمت بستر آموزش مجازی حرکت کرد. بدین ترتیب کلیه رویدادهای برنامه‌ریزی شده در دانشکده شامل رویدادهای دانشجویی، رویدادهای علمی، فعالیت‌های آموزشی و غیره لغو و به بستر مجازی منتقل شدند. مجموعه سمینارهای دانشکده مهندسی صنایع نیز با تغییر ساختار و با نام «مجموعه وبینارهای مهندسی صنایع» بر بستر آموزش‌های مجازی برنامه‌ریزی گردید.

### واحد ارتباط با صنعت
واحد ارتباط با صنعت دانشکده مهندسی صنایع زیر نظر معاونت فناوری و پژوهشی دانشگاه شریف، از سال‌های ابتدایی تأسیس دانشکده شروع به فعالیت کرد و هدف اصلی خود را رفع نیازهای اساسی صنعت با تکیه بر دانش و توانایی استادان دانشکده از طریق ایجاد بستر همکاری میان پژوهشگران دانشکده (اعضای هیئت علمی و دانشجویان) قرار داد.
واحد ارتباط با صنعت دانشکده مهندسی صنایع می‌کوشد با هدفمند کردن پایان‌نامه‌ها و پژوهش‌های دانشجویان در راستای رفع نیاز صنعت گام بردارد و به منظور رشد صنعت ارتباطی پویا و پایدار میان دانشجویان و اعضای هیئت علمی با صنعت برقرار سازد.

### واحد آموزش‌های تخصصی
واحد آموزش‌های تخصصی دانشکده مهندسی صنایع دانشگاه صنعتی شریف با هدف ارتقاء سطح علمی فارغ‌التحصیلان و دانش‌پذیران، ایجاد زمینه مناسب برای افزایش دسترسی به آموزش‌های تخصصی و توانمندسازی افراد در حوزه‌های تخصصی-کاربردی این رشته تحصیلی ایجاد شدو وظیفه مدیریت، برنامه‌ریزی و برگزاری سمینارها، رویدادها و دوره‌های آموزشی مختلف را بر عهده گرفت.
این دوره‌ها با همکاری اعضای هیئت علمی دانشکده مهندسی صنایع، استادان مجرب سایر دانشگاه‌ها و مراکز آموزش عالی صاحب نام کشور و فعالان حوزه‌های متعدد صنعت، به صورت حضوری، مجازی یا ترکیبی از این دو، به دانش‌پذیران آزاد ارائه می‌شود. انجام امور اطلاع‌رسانی دوره‌های آموزشی، ایجاد بسترهای لازم برای برگزاری هرچه بهتر و بیشتر دوره‌ها ، کنترل و نظارت کیفی بر کلیه مراحل اجرای دوره‌ها و تهیه و اعطای گواهی پایان دوره نیز از دیگر وظایف واحد آموزش‌های تخصصی دانشکده است.

### انجمن علمی دانشکده مهندسی صنایع دانشگاه صنعتی شریف
انجمن علمی صنایع، نهادی دانشجویی است که می‌کوشد با برگزاری دوره‌ها و وبینارهای مختلف آموزشی و مهارت‌آموزی، جشن‌ها و برنامه‌های فرهنگی و بازدیدهای علمی و صنعتی، جو پویایی را میان دانشجویان ایجاد و به عنوان مکمل دروس دانشگاهی، نیازهای آموزشی و پژوهشی دانشجویان را برطرف کند.
از جمله فعالیت‌های انجمن علمی دانشکده مهندسی صنایع برگزاری سالانه بزرگ‌ترین مسابقه دانشجویی کشور تحت عنوان گیمین (Gamein) است. سومین دوره این مسابقه، آذر ماه ۱۴۰۰ با حضور حدود ۱۰۰۰ شرکت‌کننده و به صورت مجازی برگزار شد. گیمین، شبیه‌سازی زنجیره تأمین در دنیای کسب و کار است که در آن شرکت‌کنندگان یک زنجیره تأمین را مدیریت کرده و با تولید و خرید و فروش محصولاتشان در بازاری شبیه‌سازی شده، با یکدیگر به رقابت می‌پردازند.

### شورای صنفی دانشکده مهندسی صنایع
شورای صنفی دانشجویان دانشکده صنایع، به عنوان نمایندگان دانشجویان دانشکده، سعی در حل مشکلات مختلف دانشجویان اعم از مسائل آموزشی، رفاهی، تغذیه و غیره دارد. در واقع شورای صنفی، پل ارتباطی میان دانشجویان و مدیران و مسئولان دانشکده محسوب می‌شود. شورای صنفی، دارای امکانات رفاهی مانند کتابخانه اختصاصی و کمدهایی در سطح دانشکده بوده و خدمات مربوطه را به دانشجویان ارائه می‌دهد. اعضای این شورا هر ساله با برگزاری انتخاباتی با شرکت تمام دانشجویان دانشکده انتخاب می‌شوند.